# 赖利镇区 (伊利诺伊州)
赖利鎮區（英語：Riley Township）是位於美國伊利諾伊州麥克亨利縣的一個行政鎮區。

## 地方資料
根據2010年美國人口普查的數據，赖利鎮區的面積為93.30平方千米，當中陸地面積為93.20平方千米，而水域面積為0.10平方千米。當地共有人口2849人，而人口密度為每平方千米30.54人。